# Juan Daglio
Juan Bautista Daglio (Lucas González, Entre Ríos; 3 de diciembre de 1999), es un piloto argentino de automovilismo. Desarrolló su actividad compitiendo en categorías zonales, provinciales y nacionales, destacándose sus participaciones en las divisiones de la Top Race.
Inició su carrera compitiendo en categorías zonales de su ciudad y de Victoria, al comando de un Fiat 600. En 2020 tuvo su primera oportunidad a nivel nacional, al incursionar en la Clase 1 del Turismo Pista, al comando de un Fiat Uno del equipo Choury Racing, donde si bien tenía pensado debutar a principios de año, la situación generada a partir de la declaración de cuarentena por pandemia de COVID-19, pospuso sus planes hasta el anuncio de levantamiento de las medidas restrictivas a las actividades deportivas.
Tras este paso, en 2021 ingresó a la divisional Top Race Junior, donde se estrenó al comando de un Mercedes CLA Junior del equipo R36 Team, ingresando a competir en lo que fue la quinta fecha del campeonato 2020, que se definió a principios de 2021. Finalizada la definición del campeonato 2020, inició la temporada 2021 de Top Race Junior junto al R36 Team, para luego pasar a competir en el DM Team de Alejandro Leguizamón. Para la temporada 2022, anunció su desembarco en la divisional Top Race Series, donde debutó al comando de un Toyota Corolla Series del equipo Pfening Competición, ratificando su participación al año siguiente.
Para la temporada 2024, anunció su regreso al Turismo Pista, debutando en la Clase 3 al comando de un Toyota Etios del equipo Tigre Racing.

## Resumen de carrera
| Temporada | Categoría                 | Equipo              | Automóvil             | Carreras | Victorias | Podios | Poles | VR | Puntos | Pos. |
| --------- | ------------------------- | ------------------- | --------------------- | -------- | --------- | ------ | ----- | -- | ------ | ---- |
| 2020      | Clase 1 del Turismo Pista | Choury Racing       | Fiat Uno Fire         | 6        | 0         | 0      | 0     | 0  | 2      | 54.º |
| 2020      | Top Race Junior           | R36 Team            | Mercedes CLA Junior   | 4        | 0         | 1      | 0     | 0  | 30     | 14.º |
| 2021      | Top Race Junior           | R36 Team            | Mercedes CLA Junior   | 3        | 0         | 1      | 1     | 0  | 88     | 4.º  |
| 2021      | Top Race Junior           | DM Team             | Mercedes CLA Junior   | 7        | 0         | 1      | 1     | 0  | 88     | 4.º  |
| 2022      | Top Race Series           | Pfening Competición | Toyota Corolla Series | 21       | 0         | 1      | 0     | 0  | 77     | 10.º |
| 2023      | Top Race Series           | Pfening Competición | Toyota Corolla Series | 24       | 0         | 5      | 1     | 1  | 153    | 7.º  |
| 2024      | Clase 3 del Turismo Pista | Tigre Racing        | Toyota Etios          | 4        | 0         | 0      | 0     | 0  | 31     | 35.º |
| 2024      | Clase 3 del Turismo Pista | Benincasa Racing    | Ford Fiesta KD        | 4        | 0         | 0      | 0     | 0  | 31     | 35.º |
| Fuente:   |                           |                     |                       |          |           |        |       |    |        |      |

## Resultados

### Clase 1 de Turismo Pista
| Temporadas          | Temporadas    | Fechas | Fechas | Fechas | Fechas | Fechas | Fechas | Fechas | Fechas | Posiciones finales |
| Equipo              | Automóvil     | Fechas | Fechas | Fechas | Fechas | Fechas | Fechas | Fechas | Fechas | Posiciones finales |
| 2020                | 2020          | 01     | 02     | 03     | 04     | 05     | 06     | 07     | 08     | 54.º (2.00 puntos) |
| ------------------- | ------------- | ------ | ------ | ------ | ------ | ------ | ------ | ------ | ------ | ------------------ |
| Choury Racing Group | Fiat Uno Fire |        |        | 19     | 29     | 32     | 26     | 29     | 41     | 54.º (2.00 puntos) |
| Referencias:        | Referencias:  |        |        | [ 8 ]  | [ 9 ]  | [ 10 ] | [ 11 ] | [ 12 ] | [ 13 ] |                    |

### Top Race Junior
| Temporadas   | Temporadas          | Fechas | Fechas | Fechas | Fechas | Fechas | Fechas | Fechas | Fechas | Fechas | Fechas | Fechas | Posiciones finales  |
| Equipo       | Automóvil           | Fechas | Fechas | Fechas | Fechas | Fechas | Fechas | Fechas | Fechas | Fechas | Fechas | Fechas | Posiciones finales  |
| 2020         | 2020                | 01     | 02     | 03     | 04     | 05     | 06     | 07     | 08     | 09     | 10     | 11     | 15.º (10.00 puntos) |
| ------------ | ------------------- | ------ | ------ | ------ | ------ | ------ | ------ | ------ | ------ | ------ | ------ | ------ | ------------------- |
| R36 Team     | Mercedes CLA Junior |        |        |        |        |        |        |        | 13     | 6      | 2      | 8      | 15.º (10.00 puntos) |
| Referencias: | Referencias:        |        |        |        |        |        |        |        | [ 14 ] | [ 15 ] | [ 16 ] | [ 17 ] | [ 18 ]              |
|              |                     |        |        |        |        |        |        |        |        |        |        |        |                     |
| 2021         | 2021                | 01     | 02     | 03     | 04     | 05     | 06     | 07     | 08     | 09     | 10     |        | 4.º (85.00 puntos)  |
| R36 Team     | Mercedes CLA Junior | 4      | 8      | 2      |        |        |        |        |        |        |        |        | 4.º (85.00 puntos)  |
| DM Team      | Mercedes CLA Junior |        |        |        | 5      | 5      | Ex.    | 16     | 20     | 9      | 3      |        | 4.º (85.00 puntos)  |
| Referencias: | Referencias:        | [ 19 ] | [ 20 ] | [ 21 ] | [ 22 ] | [ 23 ] | [ 24 ] | [ 25 ] | [ 26 ] | [ 27 ] | [ 28 ] | [ 29 ] |                     |

### Top Race Series
| Temporadas          | Temporadas            | Fechas | Fechas | Fechas | Fechas | Fechas | Fechas | Fechas | Fechas | Fechas | Fechas | Fechas | Fechas | Posiciones finales  |
| Equipo              | Automóvil             | Fechas | Fechas | Fechas | Fechas | Fechas | Fechas | Fechas | Fechas | Fechas | Fechas | Fechas | Fechas | Posiciones finales  |
| 2022                | 2022                  | 01     | 02     | 03     | 04     | 05     | 06     | 07     | 08     | 09     | 10     | 11     | 12     | 10.º (77.00 puntos) |
| ------------------- | --------------------- | ------ | ------ | ------ | ------ | ------ | ------ | ------ | ------ | ------ | ------ | ------ | ------ | ------------------- |
| Pfening Competición | Toyota Corolla Series |        | 8      | 17     | 6      | 8      | 19     | 9      | 7      | 14     | 12     | 6      | 6      | 10.º (77.00 puntos) |